# Itamar
Itamar of Ithamar (Hebreeuws:אִיתָמָר, hetgeen letterlijk palmboom-eiland of -kust betekent, is een oude Hebreeuwse uitdrukking voor de vader van de Tamar).
Hij is de als vierde genoemde jongste zoon van Aäron. Nadat onder leiding van Itamar de inventaris van de tabernakel was opgemaakt, werd hij samen met zijn vader en zijn broers, zoals in Exodus 29 gedetailleerd wordt beschreven, ceremonieel als priester geïnstalleerd. Toen zijn beide oudere broers, Nadaw en Awihoe, later wegens het offeren van onwettig vuur werden terechtgesteld, kregen Itamar en Eleazar, zijn derde broer, te horen dat zij niet om hen mochten rouwen. Itamar kreeg het opzicht over de verschillende tabernakeldiensten die door de Gersonieten en de Merarieten werden verricht.